# Apeadeiro de Soudos - Vila Nova
O apeadeiro de Soudos - Vila Nova, originalmente denominado apenas de Soudos, é uma interface do Ramal de Tomar, que serve as povoações de Vila Nova e Soudos, no Distrito de Santarém, em Portugal.

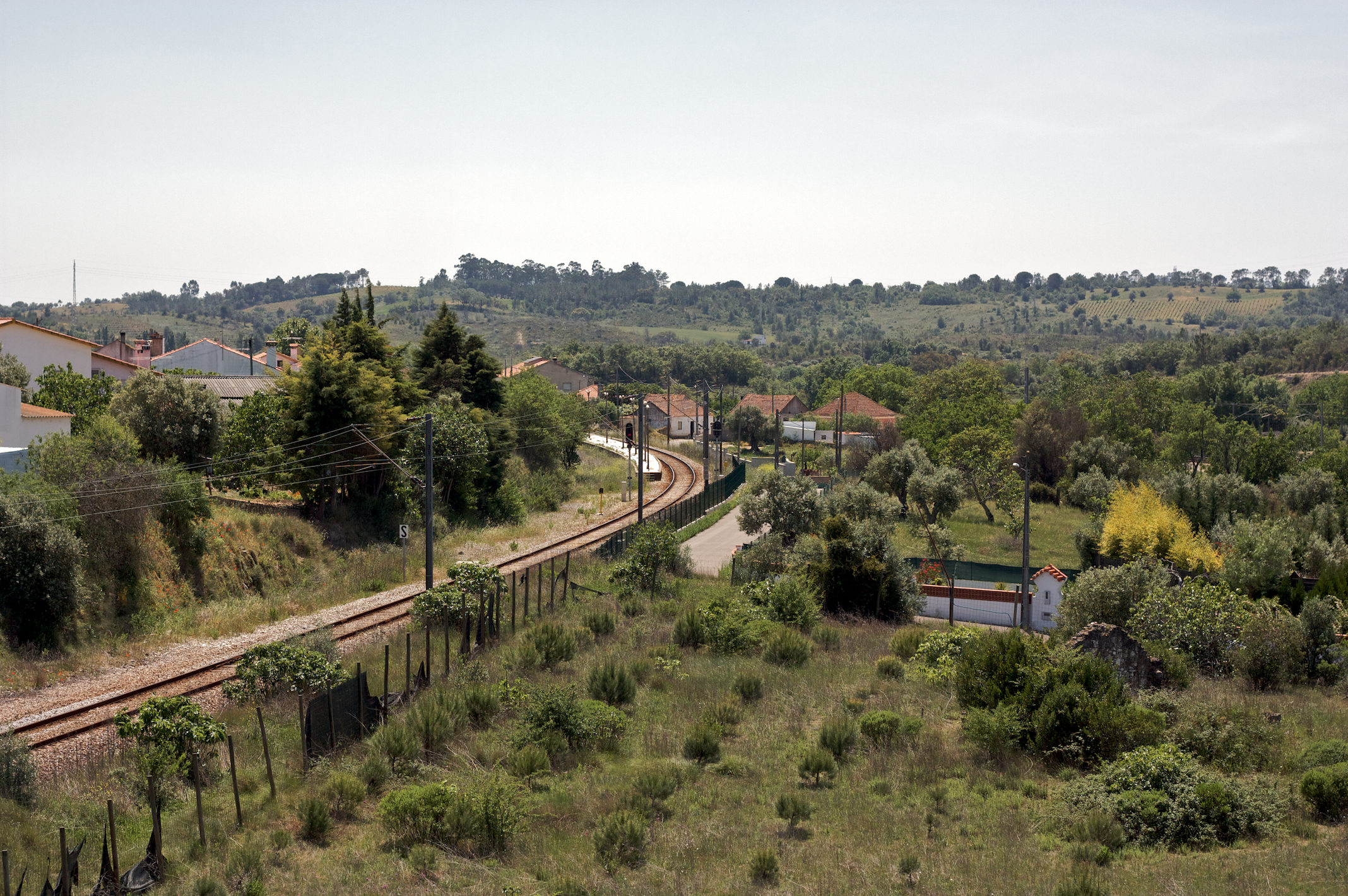
O apeadeiro de Soudos - Vila Nova, em 2009.

## Descrição

### Localização e acessos
Esta interface tem acesso pela Rua General F. Oliveira, na localidade de Vila Nova.

### Infraestrutura
Como apeadeiro numa linha de via única, esta interface tem uma só plataforma, que tem 200 m de comprimento e 66 cm de altura. O edifício de passageiros situa-se do lado nascente da via (lado direito do sentido ascendente, a Tomar).

## História
O Ramal de Tomar abriu à exploração em 24 de Setembro de 1928.
No entanto, este apeadeiro não fazia parte originalmente do Ramal, tendo sido inaugurado em 26 de Novembro de 1950, com o nome Soudos, e originalmente localizado ao PK 1+290 do Ramal de Tomar. Foi custeado pelas populações locais, para servir uma área que englobava as localidades de Vila Nova, Soudos, Pé de Cão, Moreiras, Vila do Paço e Carrazede. O primeiro comboio a parar neste apeadeiro foi n.º 443, e todas as automotoras que circulavam pelo ramal teriam ali paragem caso houvesse passageiros a desembarcar.